# Alexander Jankow

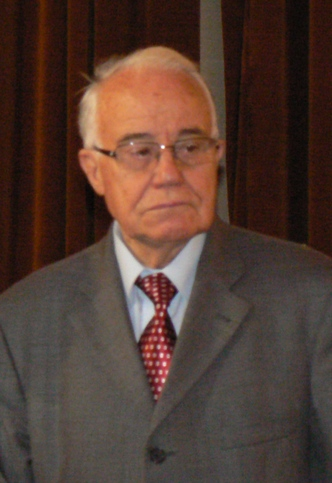
Alexander Jankow, 2011

Alexander Dimow Jankow (auch Alexander Dimov Yankov geschrieben, bulgarisch Александър Димов Янков; * 22. Juni 1924 in Burgas; † 17. Oktober 2019) war ein bulgarischer Jurist und Hochschullehrer, der von 1996 bis 2011 Richter am Internationalen Seegerichtshof war.

## Leben
Alexander Jankow wurde in der bulgarischen Hafenstadt Burgas geboren. Sein Studium der Rechtswissenschaften an der Universität Sofia schloss er 1951 ab, um dort 1963 zum Doktor der Rechtswissenschaften zu promovieren.
Seit 1968 lehrt Jankow an der Universität Sofia als Professor für Völkerrecht. Von 1980 bis 1989 war er zudem Leiter des Fachbereichs Völkerrecht an der Bulgarischen Akademie der Wissenschaften und dort von 1988 bis 1991 als stellvertretender Rektor zuständig für die Fachbereiche Soziologie, Politik-, Rechts- und Geisteswissenschaften. Zudem gab er völker- und seerechtliche Vorlesungen an der Freien Universität Burgas, der Haager Akademie für Völkerrecht und zahlreichen weiteren Universitäten weltweit.
Von 1972 bis 1976 war Jankow bulgarischer Botschafter in Großbritannien und in der Zeit von 1976 bis 1980 stellvertretender bulgarischer Außenminister, Botschafter und ständiger Vertreter Bulgariens bei den Vereinten Nationen in New York. 1989 bis 1990 bekleidete er dann das Amt des Bildungs- und Wissenschaftsministers.
Erfahrung als Richter sammelte Jankow als Mitglied des Schiedsgerichtshofs der bulgarischen Industrie- und Handelskammer in den Jahren 1971 bis 1987 und von 1971 bis 1998 am Ständigen Schiedshof in Den Haag. Vom 1. Oktober 1996 bis 30. September 2011 war er Richter am Internationalen Seegerichtshof in Hamburg.
Jankow ist seit 1981 korrespondierendes Mitglied der Bulgarischen Akademie der Wissenschaften. Ferner ist er Ehrendoktor der Freien Universität Burgas und der Süd-West-Universität Neofit Rilski in Blagoewgrad.
2001 wurde Jankow mit der Ehrenbürgerschaft seiner Heimatstadt und mit dem Orden „Stara Planina“ geehrt.

## Schriften (Auswahl)
- Организация на обединените нации. Правна същност и международноправен статут. Verlag Nauka i Izkustvo, Sofia 1965.
- Strengthening the process of codification and development of international law: the evolving functions of the International Law Commission and increasing the commitments of states. In: International law as a language for international relations: proceedings of the United Nations Congress on Public International Law New York, 13-17 March 1995. Kluwer Law International, Den Haag 1996, ISBN 90-411-0308-2, S. 230.
- The International Tribunal for the Law of the Sea its place within the dispute settlement system of the UN Law of the Sea Convention. In: The Indian journal of international law. Bd. 37 (1997) 3, ISSN 0019-5294, S. 356–371.
- The concept of protection and sustainable development of the marine environment. In: Ocean yearbook. Bd. 18 (2004), ISSN 0191-8575, S. 267–283.